# Дуранго (Колорадо)
Дуранго (енгл. Durango) град је у америчкој савезној држави Колорадо.

## Демографија
По попису из 2010. године број становника је 16.887, што је 2.965 (21,3%) становника више него 2000. године.
| Група             | 2000.          | 2010.          |
| Белци             | 11.369 (81,7%) | 13.276 (78,6%) |
| Афроамериканци    | 70 (0,5%)      | 100 (0,6%)     |
| Азијати           | 103 (0,7%)     | 140 (0,8%)     |
| Хиспаноамериканци | 1.436 (10,3%)  | 2.074 (12,3%)  |
| Укупно            | 13.922         | 16.887         |